# Liao Pei-ying
Liao Pei-ying (ur. 2004) – tajwańska zapaśniczka walcząca w stylu wolnym. Zajęła piąte miejsce na mistrzostwach Azji w 2025. Złota medalistka mistrzostw Azji Południowo-Wschodniej w 2025. Trzecia na mistrzostwach Azji U-23 w 2024. Druga na mistrzostwach Azji juniorów w 2024 roku.